# 錢博
錢博（1411年—？），字原慱，直隸松江府華亭縣人，官籍。明朝官员。進士出身。

## 生平
正統六年（1441年），錢博以《春秋》中式辛酉科應天府鄉試第一名（解元）。正統十年（1445年），乙丑科會試第四十一名，殿試登進士第二甲第七名。授南京刑部主事，官终四川按察使。酷吏門達執掌錦衣衛，大肆逮捕文官，錢博因校尉告發被捕下獄。

## 家族
曾祖錢德玉。祖父錢華仲。父錢惟慶，兄钱溥。